# ISA World Surfing Games 2024
Die ISA World Surfing Games 2024 wurden vom 23. Februar bis 3. März an der Küste von La Marginal in der puerto-ricanischen Stadt Arecibo ausgetragen. Der Wettbewerb wurde von der International Surfing Association organisiert und zählte auch als Qualifikation zu den Olympischen Spielen 2024.

## Medaillengewinner
| Disziplin   | Gold                                                                                           | Silber                                                                                  | Bronze                                                                                           |
| ----------- | ---------------------------------------------------------------------------------------------- | --------------------------------------------------------------------------------------- | ------------------------------------------------------------------------------------------------ |
| Männer      | Gabriel Medina                                                                                 | Ramzi Boukhiam                                                                          | Kauli Vaast                                                                                      |
| Frauen      | Sally Fitzgibbons                                                                              | Tatiana Weston-Webb                                                                     | Johanne Defay                                                                                    |
| Team Punkte | Brasilien Yago Dora Gabriel Medina Filipe Toledo Tainá Hinckel Luana Silva Tatiana Weston-Webb | Frankreich Joan Duru Marco Mignot Kauli Vaast Johanne Defay Vahiné Fierro Tessa Thyssen | Australien Morgan Cibilic Ethan Ewing Jack Robinson Sally Fitzgibbons Molly Picklum Tyler Wright |

## Medaillenspiegel
| Rang   | Sportart   | Gold | Silber | Bronze | Gesamt |
| ------ | ---------- | ---- | ------ | ------ | ------ |
| 1      | Brasilien  | 2    | 1      | —      | 3      |
| 2      | Australien | 1    | —      | 1      | 2      |
| 3      | Frankreich | —    | 1      | 2      | 3      |
| 4      | Marokko    | —    | 1      | —      | 1      |
| Gesamt | Gesamt     | 3    | 3      | 3      | 9      |